# الدروب الظليلة
الدروب الظليلة مجموعة قصصية كتبها الكاتب الروسي إيفان بونين الحائز على جائزة نوبل في الأدب. كُتبت بين عامي 1937 و1944، معظمها في مدينة غراس الفرنسية، ونُشرت أول إحدى عشرة قصة منها في مدينة نيويورك بالولايات المتحدة عام 1943. أما النسخة الكاملة من الكتاب، والتي تضم 27 قصة إضافية، فقد صدرت في باريس سنة 1946. وتُعد الدروب الظليلة "الكتاب الوحيد في تاريخ الأدب الروسي المكرَّس بالكامل لمفهوم الحب"، ويُنظر إليه في روسيا بوصفه التحفة الأدبية الأبرز لبونين. تتسم هذه القصص بطابع غامق وعلاقات عاطفية مشبوبة، تحمل في طياتها تناقضًا بين حب جسدي حسي، وحبٍ سامٍ أشبه بذوبان مؤقت للذات، وفقًا للناقد جيمس ب. وودوارد.

## تاريخ
في عام 1942، حين كان معظم المهاجرين الروس في أوروبا يستعدون على عجل للفرار إلى أمريكا، قرر إيفان بونين، مع زوجته فيرا مورومتسيفا، البقاء في فرنسا رغم فقرهما المدقع. وقبل مغادرته إلى الولايات المتحدة، زار الصحفي أندريه سيديخ بونين، وعندما همّ بالخروج من المنزل، قال له الكاتب: "في العام الماضي كتبتُ الدروب الظليلة، كتابًا عن الحب. ها هو هناك، على الطاولة. ماذا أفعل به هنا؟ خذه معك إلى أمريكا؛ من يدري، ربما تنجح في نشره". في عام 1943، طُبع من الكتاب 600 نسخة على يد دار نشر صغيرة في نيويورك تُدعى الأرض الجديدة ومن بين القصص العشرين التي أخذها سيديخ معه، لم يُدرَج في الطبعة الأولى سوى إحدى عشرة قصة، وهي: "الدروب الظليلة"، "القوقاز"، "القصيدة"، "الجدار"، "المُلهمة"، "الساعة المتأخرة"، "روسيا"، "تانيا"، "في باريس"، "نتاليا"، و"نيسان" (وقد استبعد المؤلف القصة الأخيرة من الطبعة الثانية لاحقًا).

النسخة الكاملة من الدروب الظليلة، والتي تضم 38 قصة قصيرة، صدرت في باريس عام 1946، وطُبِع منها 2000 نسخة. وفي 19 يونيو 1945، قُدّمت أول قراءة علنية للكتاب في أمسية أدبية بباريس، وقد وصفتها صحيفة الوطني السوفييتي، وهي صحيفة مهاجرين تصدر في باريس، بأنها كانت ناجحة للغاية. ومع ذلك، فإن الاستجابة العامة للكتاب كانت فاترة، وفقًا للناقد غيورغي آداموفيتش، الذي قال:
"كانت مراجعات الصحافة الفرنسية في الغالب إيجابية، وأحيانًا حماسية جدًا — فكيف لها أن تكون غير ذلك؟ — لكن الآراء غير الرسمية، تلك التي تُقال في الأحاديث الخاصة، كانت مختلفة، وقد سببت الكثير من الحزن لبونين"، كما تذكر.

## الترجمة
تُرجم الكتاب إلى الإنجليزية على يد ريتشارد هير، ونُشر في لندن عام 1949 بعنوان الدروب الظليلة وقصص أخرى (Dark Avenues and Other Stories) عن دار النشر جون ليمان، ورأت فيرا مورومتسيفا-بونينا أن زوجها إيفان بونين كان يعتبر الدروب المظلمة من أبرز إنجازاته الأدبية وأكثرها اكتمالًا، ومع ذلك لم يتعامل معها كعمل نهائي، بل واصل تنقيحها وتعديلها مع كل إصدار جديد، سعيًا منه للاقتراب أكثر من الكمال الفني الذي كان يتطلع إليه.